# فرودگاه لوس روکوئس
فرودگاه لوس روکوئس (به انگلیسی: Los Roques Airport) (به زبان بومی: Aeropuerto Los Roques) یک فرودگاه با کد یاتا LRV است که یک باند فرود آسفالت دارد و طول باند آن ۱۰۰۰ متر است. این فرودگاه در کشور ونزوئلا قرار دارد و در ارتفاع ۰ متری از سطح دریا واقع شده است.